# Luci Marci Filip (amic de Filip V)
Luci Marci Filip (en llatí: Lucius Marcius Q. F. Philippus) va ser un magistrat romà. Formava part de la gens Màrcia, d'origen plebeu.
Va estar lligat per llaços d'hospitalitat amb Filip V de Macedònia, però no se sap quin va ser el motiu. Aquest fet es coneix per una moneda de la gens Marcia, que porta a l'anvers el cap del monarca macedoni i al revers L. PHILIPPVS, amb un cavaller al galop.
Probablement va ser el primer membre de la família Màrcia que va obtenir el nom de Filip, que hauria estat donat erròniament al cònsol del 281 aC Quint Marci Filip pels Fasti.
Va ser el pare del cònsol Quint Marci Filip.